# اولیور گلدینگ
 اولیور گلدینگ (انگلیسی: Oliver Golding؛ زاده ۲۹ سپتامبر ۱۹۹۳) یک تنیس‌باز اهل بریتانیا است.